# 디슘
디슘(Dishoom)은 인도에서 제작된 로히트 다윈 감독의 2016년 액션, 모험, 코미디, 범죄 영화이다. 나기스 파크리 등이 주연으로 출연하였다.

## 출연

### 주연
- 나기스 파크리
- 악쉐이 쿠마르

### 조연
- 재클린 페르난데스
- 존 에이브러햄
- 바룬 다완